# 高橋裕子 (医学者)
高橋 裕子（たかはし ゆうこ、1954年 - ）は、日本の医学博士・内科医・日本の禁煙支援の先駆者であり禁煙普及の指導者。京都大学大学院医学研究科　特任教授（社会健康医学健康情報学）・京都大学付属病院呼吸器内科医師（禁煙外来担当）・国立病院機構京都医療センター臨床研究センター客員室長・禁煙マラソン主宰・日本禁煙科学会理事長　
奈良県生まれ。1978年京都大学医学部卒業、1985年京都大学大学院修了。医学博士。天理よろづ相談所病院などを経て、1994年奈良県の大和高田市立病院で日本ではじめての禁煙外来を開設。1996年より子どもへの禁煙治療を開始。1997年よりメールマガジンやメーリングリストを利用した禁煙プログラム「禁煙マラソン」を主宰。2000年、京都大学付属病院にて禁煙外来開始。2002年、奈良女子大学保健管理センター教授、2003年、奈良女子大学大学院教授、2016年から京都大学大学院医学研究科特任教授に就任。
2006年、故日野原重明医師とともに日本禁煙科学会を設立し、現在理事長を務める。文部科学省・厚生労働省の科学研究で「大学禁煙化プロジェクト」「未成年喫煙防止プロジェクト」「喫煙と禁煙の経済影響」「各種禁煙対策の経済効果」などで代表（主任）研究者を務め、厚生労働省タバコ健康影響評価委員を歴任した研究者でもある。多くの自治体や企業の禁煙推進を支援し、年間の講演回数が２００回を超える年もあるなど、幅広く禁煙普及活動をおこなっている。さらに着物の健康影響を研究し、日本きもの学会の会長も兼ねる。ソロプチミスト日本財団「環境貢献賞」、内閣府「女性のチャレンジ賞」　日本総合診療学会「日野原重明賞」等を受賞。『禁煙マラソン』、『タバコがやめられないあなたへ』など著書や監修は５０冊を超える。クリスチャンであり、2022年からつくばキリスト福音教会、2025年から京都インターナショナルチャーチの牧会者。

## 著書
- 禁煙指導の本（保険同人社　1996）
- Educating Medical Students about Tobacco: Planning and Implementation (分担執筆 International Union Against Tuberculosis and Lung Disease, Paris, France 1996)
- 禁煙マラソン（江口まゆみ/高橋裕子　ジャストシステム出版局 1998）
- 気づかずに育てていませんか、生活習慣病　(監修　法研　1998）
- 60日間でタバコがやめられる法　(監修　産業教育センター1999）
- 新・禁煙時代（ライフサイエンスメデイカ 2000）
- タバコがやめられないあなたへ (東京新聞出版局 2000)
- 禁煙支援ハンドブック (じほう 2000)
- 禁煙支援は楽しく　保健医療専門職のための行動指針 (編集及び分担執筆　禁煙支援の基礎を知る・小児科と禁煙支援・子どもの禁煙をサポートする オフィスカイ 2000）
- 「こちら禁煙外来」３８のちょっといい話 (新潮社 2001)
- 禁煙外来の子どもたち（東京書籍 2002）
- 禁煙マラソンガイドブック (東京法規出版 2002)
- 禁煙マラソン（江口まゆみ/高橋裕子 光文社知恵の森文庫 2002）
- タバコいや！の絵本（監修 アーニ出版 2002）
- 超禁煙術 (ワニブックス 2003)
- 糖尿病の治療と看護 糖尿病への患者教育（分担執筆 タバコ 南江堂 2003）
- ハリソン内科学 (分担翻訳 ニコチン依存 メディカルサイエンスインターナショナル 2003　第二版2006 第三版2009 第四版2013)
- やめたくてもやめられない人の完全禁煙マニュアル（高橋裕子/三浦秀史 ＰＨＰ研究所 2004）
- グッバイ！モクモク王さま (奈良県 2004)
- 読む禁煙  (徳間書店 2004)
- 糖尿病診療辞典 第2版 (分担執筆 喫煙 医学書院 2004)
- 治療学 (分担執筆 ウィメンズヘルスと禁煙 南山堂 2004)
- メールでやめる禁煙マラソン (ダイヤモンド社 2005)
- 禁煙外来の子どもたち～その後 (東京書籍 2006)
- チーム医療のための最新精神医学ハンドブック（分担執筆 弘文堂 2006）
- 学校医・学校保健ハンドブック～必要な知識と視点のすべて（分担執筆 喫煙防止教育 文光堂 2006）
- 女性心身医学 女性心身医学会編 (分担執筆 禁煙 永井書店 2006)
- 親子で学ぶ禁煙 たばこをやめたい王さま (健学社 2007)
- 禁煙科学 日本禁煙科学会編 （編集・分担執筆 女性への禁煙支援、大学禁煙化プロジェクト、禁煙支援におけるメリットの使い方 文光堂 2007）
- 禁煙は愛、禁煙は喜び （高橋裕子/加藤一晴 世論時報社 2008）
- ポジテイブ禁煙 (東京法規出版 2009)
- 一日1分卒煙手帳　(監修 マイウエイ出版 2010)
- 禁煙支援のプロが答える禁煙Q＆A（監修 東京法規出版 2010)
- 新しい診断と治療のＡＢＣ慢性閉塞性肺疾患改訂第二版 (分担 禁煙の意義と禁煙治療 最新医学社 2010）
- 糖尿病診療ガイド （分担執筆 禁煙 南山堂 2011）
- 系統看護学講座　基礎看護技術Ⅰ（分担執筆 集団を対象とした教育・指導 医学書院 2011)
- メタボリックシンドロームの予防と治療（分担執筆 メタボリックシンドロームにおける禁煙の重要性と禁煙支援 日本臨床 2011）
- 新版・学生と健康 国立大学法人保健管理施設協議会編 （編集・分担執筆 喫煙 南江堂 2011）
- 最新の疾患別治療マニュアル　(分担執筆 禁煙支援 日本メディス 2011)
- 禁煙外来へようこそ (遊タイム出版 2012)
- ひろみち兄さんと調べよう！健康ってどんなこと？(DVD監修 奈良県 2013)
- なるほどｻﾞ防煙教育その１, その２(監修　健康教室 2013）
- 職場のたばこ対策 (東京法規出版 2014)
- おもしろ防煙教育最前線　(監修 岡崎好秀著 東山書房 2015)
- 職場の女性のたばこ対策 (東京法規出版 2016)
- 包括的心臓リハビリテーション（分担　外来心臓リハビリテーションにおける禁煙指導の実際 南江堂 2022)